# Жозеф Беш
Жозеф Беш (люксемб. Joseph Bech; 17 лютого 1887, Дикірх — 8 березня 1975, Люксембург) — люксембурзький політик. П'ятнадцятий і сімнадцятий прем'єр-міністр Люксембургу (16 липня 1926 — 5 листопада 1937, 29 грудня 1953 — 29 березня 1958).

## Біографія
За професією був адвокатом. Вивчав право у Фрайбурзі та Парижі. 30 червня 1914 обраний до Палати депутатів Люксембургу від правої партії Rietspartei.
Вважається одним з семи «батьків-засновників Євросоюзу» .

## Нагороди
Жозеф Беш є кавалером Великого хреста особливого ступеня ордена за заслуги перед ФРН.